# Andreja Pejić
Andreja Pejić, född Andrej Pejić 28 augusti 1991 i Tuzla i Bosnien, är en fotomodell uppmärksammad för sin androgyna stil. Pejić blev känd som en androgyn manlig modell och har gått modevisningar och fotograferats för både herr- och damkollektioner.